# 黃紋鼓氣鱗魨
黃紋鼓氣鱗魨（学名：Sufflamen fraenatum），又名黃紋多棘鱗魨、繮紋多棘鱗魨、假面砲彈、黃紋板機魨，为鱗魨科多棘鱗魨屬下的一种熱帶海水魚，分布於印度太平洋區，從東非至夏威夷、馬克薩斯群島，北起日本南部，南迄豪勳爵島海域，棲息深度8-186公尺，本魚體呈長橢圓形，體色為均勻的黑褐色，雄魚自口角往後至胸鰭基部的前下方有一條黃帶，而臉側的兩條黃帶之間則由一條位於下頷的黃橫帶將其連接。臀鰭顏色較淡呈黃棕色。在身體後1/3處至尾鰭基部有數縱列平行的突起。幼魚體呈淡褐色，身上有許多細黑斑散佈其上。背鰭硬棘3枚、背鰭軟條27-31枚、臀鰭軟條24-28枚，體長可達38公分，棲息在沙泥底質礁石區水域，以甲殼類、貝類、海膽、魚類、海綿等為食，生活習性不明，可作為食用魚及觀賞魚。